# 培希努
39°19′33″N 31°35′7″E / 39.32583°N 31.58528°E
培希努（Pessinus）是位於土耳其小亞細亞北方的一座城，希腊神话中弗里吉亚国王弥达斯曾在此為其母库柏勒建了座神廟。库柏勒被羅馬人視為眾神之母。